# El regreso de Tarzán
El regreso de Tarzán (inglés: The Return of Tarzan) es una novela del escritor estadounidense Edgar Rice Burroughs, la segunda de su serie de veinticuatro libros sobre el personaje principal de Tarzán. Se publicó por primera vez en la revista pulp New Story Magazine en los números de junio a diciembre de 1913; la primera edición del libro fue publicada en 1915 por A. C. McClurg.

## Resumen
La novela comienza poco después de donde la dejó Tarzán de los monos. El hombre mono, sintiéndose desarraigado a raíz de su noble sacrificio de sus perspectivas de casarse con Jane Porter, deja Estados Unidos rumbo a Europa para visitar a su amigo Paul d'Arnot. En el barco se ve envuelto en los asuntos de la condesa Olga de Coude, su esposo, el conde Raoul de Coude, y dos personajes sombríos que intentan aprovecharse de ellos, Nikolas Rokoff y su secuaz Alexis Paulvitch. Resulta que Rokoff también es el hermano de la condesa. Tarzán frustra el plan de los villanos, convirtiéndolos en sus enemigos mortales.
Más tarde, en Francia, Rokoff intenta una y otra vez eliminar al hombre mono, y finalmente organiza un duelo entre él y el conde haciendo parecer que es el amante de la condesa. Tarzán se niega deliberadamente a defenderse en el duelo, incluso ofreciendo al conde su propia arma después de que este último no logra matarlo con la suya, un gran gesto que convence a su antagonista de su inocencia. A cambio, el conde Raoul le encuentra un trabajo como agente especial en el ministerio de guerra francés. Tarzán está destinado a prestar servicio en Argelia.
Se produce una secuencia de aventuras entre los árabes locales, incluido otro roce con Rokoff. Después, Tarzán zarpa hacia Ciudad del Cabo y entabla amistad a bordo con Hazel Strong, una amiga de Jane. Pero Rokoff y Paulovitch también están a bordo, y logran tenderle una emboscada y arrojarlo por la borda.
Milagrosamente, Tarzán logra nadar hasta la orilla y se encuentra en la jungla costera donde fue criado por los simios. Pronto rescata y se hace amigo de un guerrero nativo, Busuli de los Waziri, y es adoptado por la tribu Waziri. Después de derrotar una incursión en su aldea por asaltantes de marfil, Tarzán se convierte en su jefe.
Los waziri conocen una ciudad perdida en las profundidades de la jungla, de la que han obtenido sus ornamentos dorados. Tarzán hace que lo lleven allí, pero es capturado por sus habitantes, una raza de hombres parecidos a simios, y está condenado a ser sacrificado a su dios sol. Para sorpresa de Tarzán, la sacerdotisa que realizará el sacrificio es una hermosa mujer que habla el idioma de los simios que aprendió de niño. Ella le dice que es La, suma sacerdotisa de la ciudad perdida de Opar. Cuando la ceremonia del sacrificio se interrumpe fortuitamente, ella esconde a Tarzán y promete llevarlo a la libertad. Pero el hombre mono se escapa solo, localiza una cámara del tesoro y se las arregla para reunirse con los waziri.
Mientras tanto, Hazel Strong ha llegado a Ciudad del Cabo donde conoce a Jane y a su padre, el profesor Porter, junto con el prometido de Jane, el primo de Tarzán, William Cecil Clayton. Todos están invitados a un crucero por la costa occidental de África a bordo del Lady Alice, el yate de otro amigo, Lord Tennington. Rokoff, que ahora usa el alias de M. Thuran, se congracia con la fiesta y también es invitado. Lady Alice se avería y se hunde, lo que obliga a los pasajeros y la tripulación a subir a los botes salvavidas. El que contiene a Jane, Clayton y "Thuran" se separa de los demás y sufre terribles privaciones. Casualmente, el barco finalmente llega a la orilla en la misma área general que lo hizo Tarzán.
Los tres construyen un refugio burdo y se mueren de hambre durante algunas semanas hasta que Jane y William Clayton son sorprendidos en el bosque por un león. Clayton pierde el respeto de Jane al acobardarse de miedo ante la bestia en lugar de defenderla, pero no son atacados y descubren al león muerto, atravesado por una mano desconocida. Su salvador oculto es, de hecho, Tarzán, quien no se revela debido a la ira de ver a Jane todavía con Clayton. Tarzán renuncia a cualquier trato con otros humanos, abandona a los waziri y se reincorpora a su clan de simios original. Jane rompe su compromiso con William.
Más tarde, Jane es secuestrada y llevada a Opar por un grupo de hombres-mono oparianos que perseguían su sacrificio fugitivo, Tarzán. El hombre mono se entera de su captura y los rastrea, logrando salvarla de ser sacrificada por La. La es aplastada por el rechazo de Tarzán de ella por Jane. Después de buscar a Jane, Clayton queda incapacitado con fiebre y Thuran lo abandona para morir. Thuran descubre a los otros supervivientes de Lady Alice que llegaron a la costa a solo unas millas de distancia. Les dice que es el único superviviente de su bote salvavidas.
Tarzán y Jane regresan al refugio de Jane, en el camino se encuentran con Busuli y un grupo de waziri que han estado buscando a su rey desde que desapareció. En el refugio, Clayton está al borde de la muerte. Antes de morir, les revela a Tarzán y Jane que sabe que Tarzán es el verdadero Lord Greystoke. Tarzán y Jane suben por la costa hasta la cabaña de la infancia del primero para enterrar a Clayton junto a su tía y su tío. Aquí se encuentran con el resto de los náufragos de Lady Alice, que han sido recuperados por D'Arnot en un barco de la armada francesa. Tarzán expone a Thuran cuando Rokoff y los franceses lo arrestan.
Tarzán se casa con Jane y Tennington se casa con Hazel en una ceremonia doble realizada por el profesor Porter, que había sido ordenado ministro en su juventud. Luego todos se embarcaron hacia la civilización, llevando consigo el tesoro que Tarzán había encontrado en Opar. Los waziri reciben regalos de los franceses y aceptan a regañadientes la partida de su rey.

## Adaptaciones cinematográficas
Esta novela de Burroughs fue la base de dos películas; la primera la película muda La venganza de Tarzán (1920), dirigida por Harry Revier y George Merrick y protagonizada por Gene Pollar y la segunda Las Aventuras de Tarzán (1921), una película serial de quince capítulos dirigida por Scott Sidney y protagonizada por Elmo Lincoln.

## Adaptación en cómics
El libro ha sido adaptado en historietas en numerosas ocasiones, tanto como tira de prensa como comic book. Las más notables adaptaciones de la novela al cómic son la de la editorial Gold Key Comics en su Tarzán n.° 156, escrito por Gaylord DuBois e ilustrado por Russ Manning, publicado en noviembre de 1966, y los números 219 a 223 del Tarzán de DC Comics publicados de abril a septiembre de 1973.